# Valična vas
Valična vas je naselje v Občini Ivančna Gorica. Je stisnjena gručasta vas na manjši terasi na pobočju Stražiškega vrha na levem bregu Krke. Vas je znana po bogatih arheoloških najdiščih. Mimo cerkve sv. Martina je včasih vodila rimska cesta.  
Samo naselje odlikujeta dve starodavni lipi ob rimski cesti: v središču starega vaškega jedra se ob kapelici in popotnem znamenju iz 17. stoletja nahaja ena najstarejših lip na Slovenskem, na začetku vasi pa je lipa nekaj stoletij mlajša. 
V bližini vasi se nahaja Gradišče. V cerkvi sv. Martina je žrtvenik X. dvojne rimske legije iz okrog 180 n. št. Cerkev ima romansko osnovo (verjetno požgana med turškimi vpadi v 15. stoletju), pozneje je bila gotizirana in barokizirana. Oltar sv. Helene je iz 17. stoletja, glavni oltar sv. Martina pa je mlajši. Po zapisih dolgoletnega župnika v bližnjem Šmihelu, Alojzija Zupanca, je bila ta cerkev osrednji duhovni kraj Zgornje doline Krke (do ustanovitve vikariata na Krki), v kateri so se ljudje poročali in v okolici katere so želeli biti pokopani.
V vinski gori pod vasjo (Vališka Gora) je kapela sv. Jožefa, ki jo odlikuje tloris štiriperesne deteljice, zgrajena je bila 1680, prečudovit oltar sv. Jožefa pa je iz leta 1711. Kadar se zaradi vremenskih razmer tako imenovane »gorske sodbe« niso mogle odvijati v vasi pod lipo ali na drugem primernem kraju, so se odvijale kar v tej cerkvi.
Ob cerkvi sta bili v tradiciji povezani tudi z obredi in procesijam, zlasti v »prošnjih dnevih« (»poljske procesije«).
Iz vasi in njene okolice je lep razgled na dolino Krke vse do Gorjancev in Kočevskega roga. Zato je v vasi in okolici precejšnje število počitniških hišic...

## Etimologija
Vsa krajevna in ledinska imena v širši okolici Valične vasi so slovenskega izvora, zato lahko enako sklepamo tudi za omenjeno vas. Najstarejša zanesljiva omemba kraja je iz leta 1384 (prepis iz 18. stol.), ko je omenjena vas Delischdorf /... apud Delischdorf .../. Valična vas je v ohranjenih pisnih virih omenjena tudi kot Walischendorff (1456, prepis iz 18. stol.), Goldischen Darff (1463), Valischendarff (1463), pozneje se je v uradnih dokumentih ustalil zapis Walitschendorf. Opazimo lahko, da se je na prehodu iz 14. v 15. stol. zgodil prehod prednaglasnega e > a. Prvotno ime vasi je torej *Velíčna vas in najverjetneje izvira iz osebnega imena s slovensko osnovo *velь, npr. Velibor, Velimir, Velislav, Veligošč, Velin, Velič, Velko. Naselja, ki imajo v imenu vas, so prvotno označevala prebivališče enega rodu, izvirajočega od skupnega prednika, kar se odraža tudi v pogostih zvezah tega samostalnika s svojilnim pridevnikom osebnoimenskega izvora. Ta osebna imena in z njimi poimenovana naselja spadajo med najstarejša na Slovenskem. 
Manj verjeten izvor imena je iz besede i) velíčati ’slaviti, poveličevati’ v primeru, da se je v bližini vasi nahajalo pomembno predkrščansko oz. staroversko svetišče; ii) valíšče kot kraj, kjer se vali, kotali kamenje, grušč.